# Dane biometryczne
Dane biometryczne – dane osobowe, które wynikają ze specjalnego przetwarzania technicznego, dotyczą cech fizycznych, fizjologicznych lub behawioralnych osoby fizycznej oraz umożliwiają lub potwierdzają jednoznaczną identyfikację tej osoby, takie jak wizerunek twarzy lub dane daktyloskopijne.